# Стрыйский краеведческий музей «Верховина»
Стрыйский краеведческий музей «Верховина» — районный краеведческий музей в городе Стрый Львовской области Украины, собрание материалов и предметов по этнографии и историческому развитию Стрыйщины. Основан в 1932 году. Фонды музея составляют более 26 000 единиц хранения. При музее действует библиотека, насчитывающая более 5000 томов литературных произведений в различных областях знаний, а также краевые периодические издания со второй половины XX века.

## История
Здание музея построено в 1899 году. До 1909 года в нём располагалась юридическая канцелярия стрыйского адвоката и общественно-политического деятеля Евгения Олесницкого. В 1909 году Олесницкий переехал во Львов, а дом продал. В 1918—1919 годах в нём квартировали старшины Украинской Галицкой армии, в 1920—1939 годах дом занимали различные общественные организации: «Пласта», «Союз украинок» и другие, в 1920-х годах — филиалы Украинского музыкального института и «Родной школы». Во время немецкой оккупации в здании музея была кухня, обслуживавшая немецкий фронтовой госпиталь.
Музей был основан в 1932 году усилиями Романа Домбчевского при сотрудничестве Осипа Силецкого (он был председателем коллекционером), Ольги Бачинской, Тадея Залесского и Ивана Максимчука для популяризации культуры, истории и этнографии Стрыйщины; определённое время кустошем (смотрителем) музея был украинский художник Алексей Харьков. Уже в 1937 году количество экспонатов составило около 2000 единиц.
После присоединения Западной Украины к УССР в 1939 году, заведение было национализировано. Сохранению его фондов в годы немецкой оккупации и послевоенный период способствовали краеведы Р. Лисович, М. Петрина.
После Второй мировой войны музей был реорганизован. С 1946 года музей располагается в бывшем доме Олесницкого.
В соответствии с Постановлением Кабинета Министров Украины от 2 февраля 2000 года № 209 заведение отнесено к перечню музеев, в которых хранятся музейные коллекции и музейные предметы, являющиеся государственной собственностью и принадлежащие государственной части Музейного фонда Украины.

## Фонды, экспозиция, отделы
Фонды музея «Верховина» насчитывают более 26 000 единиц хранения.
В музее действуют шесть постоянных экспозиций и два зала с переменными выставками. Музейная экспозиция состоит из трёх отделов:
- Природа Стрыйщины (два зала) рассказывает о геологическом прошлом, полезных ископаемых, флоре и фауне юго-западной части Львовщины;
- Этнографический (один зал) — демонстрирует образцы народных ремёсел, знакомит с бытом, обычаями и обрядами Бойковщины;
- История края (три зала) — информирует о древнейших поселениях на территории Стрыйщины, историю средневекового Стрыя, историю в период Австрийского господства, события Первой мировой войны, борьбу за Украинское государство. Отдельная комната посвящена победе воинов УПА.

Самыми ценными из экспонатов являются старопечатные книги, иконы, народная одежда, бойковские и гуцульские писанки, образцы вышивок, редкие книги, монеты, медали, а также оружие казаков и повстанцев, старинные музыкальные инструменты и тому подобное.
На правах подразделений-филиалов учреждения функционируют Мемориальный комплекс «Борцам за волю Украины», мемориальный музей художника Петра Обаля, мемориальный музей Ольги Бачинской, музей семьи Бандеры и выставочный зал.

## Деятельность
Музей организует научные краеведческие конференции, имеет свои печатные издания — спецвыпуски газеты «Краеведческий вестник» и два сборника краеведческих исследований.
При музее действует библиотека, насчитывающая более 5000 единиц естественной, исторической, художественной литературы, а также сохраняющая краевые периодические издания, начиная со второй половины XX века.